# جسیکا سیگسورث
جسیکا سیگسورث (انگلیسی: Jessica Sigsworth؛ زادهٔ ۱۳ اکتبر ۱۹۹۴) بازیکن فوتبال اهل بریتانیا است.
از باشگاه‌هایی که در آن بازی کرده‌است می‌توان به باشگاه فوتبال زنان منچستر یونایتد اشاره کرد.
وی همچنین در تیم‌های ملی فوتبال England women's national under-17 football team, England women's national under-19 football team, England women's national under-20 football team، و England women's national under-23 football team بازی کرده‌است.